# بهوش زاهرسکی
بُهوش زاهُرسکی (چکی: Bohuš Záhorský؛ ۵ فوریهٔ ۱۹۰۶ – ۲۲ سپتامبر ۱۹۸۰) بازیگر اهل کشور چکسلواکی بود. او از سال ۱۹۳۲ تا ۱۹۸۰ در بیش از صد فیلم ظاهر شد.